# E127 (trasa europejska)
E127 – trasa europejska bezpośrednia północ-południe, biegnąca na terenie Rosji i Kazachstanu. Swój przebieg rozpoczyna w Omsku, gdzie łączy się z trasą E30 w kierunku zachodnim (Moskwa, Mińsk, Warszawa), następnie przekracza granicę z Kazachstanem, krzyżuje się z trasami E018 w Pawłodarze oraz E40 w Kałbatau i kończy się w Majkapszagaju, na granicy z Chinami.
Całkowita długość arterii wynosi 1305 km, z czego 180 km znajduje się w Rosji, a pozostałe 1125 km w Kazachstanie. Stanowi najbardziej wysuniętą na wschód trasę europejską o relacji północ-południe.

## Galeria

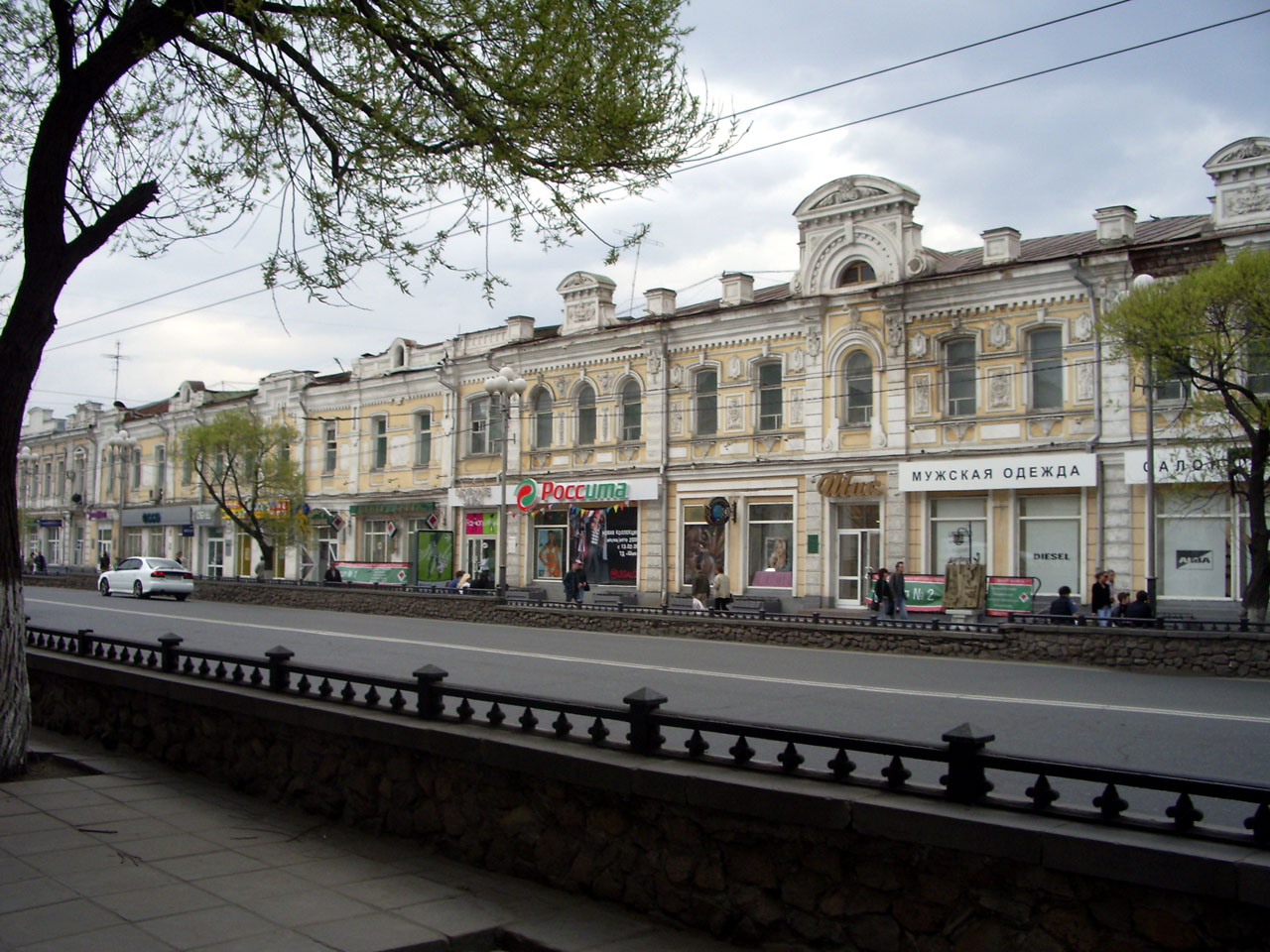
Omsk, syberyjska metropolia
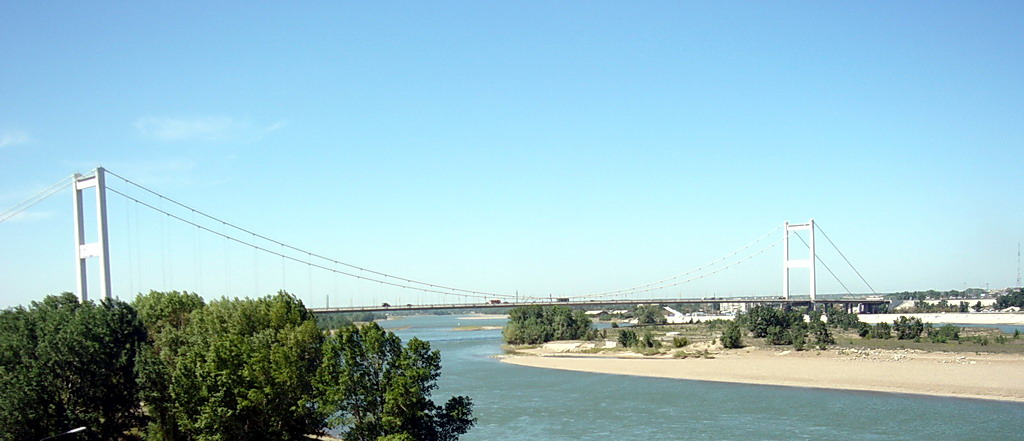
Most na Irtyszu w Semeju w Kazachstanie